# Gare de Maisons-Alfort – Alfortville
Gare de Maisons-Alfort - Alfortville – stacja kolejowa w Maisons-Alfort, w departamencie Val-de-Marne, w regionie Île-de-France, we Francji.
Jest stacją Société nationale des chemins de fer français (SNCF), obsługiwaną przez pociągi RER linii D.